# Miastkowo
Miastkowo is een dorp in de Poolse woiwodschap Podlachië. De plaats maakt deel uit van de gemeente Miastkowo en telt 1000 inwoners.